# Keziron Kizito
Keziron Kizito (Bwaise, 17 gennaio 1997) è un calciatore ugandese, centrocampista dello ZESCO Utd.

## Carriera

### Club
Ha giocato in patria con Kampala JT Rwenshama e Vipers SC Buikwe.

### Nazionale
Ha esordito in nazionale nel 2014.

## Statistiche

### Cronologia presenze e reti in nazionale
| Cronologia completa delle presenze e delle reti in nazionale ― Uganda | Cronologia completa delle presenze e delle reti in nazionale ― Uganda | Cronologia completa delle presenze e delle reti in nazionale ― Uganda | Cronologia completa delle presenze e delle reti in nazionale ― Uganda | Cronologia completa delle presenze e delle reti in nazionale ― Uganda | Cronologia completa delle presenze e delle reti in nazionale ― Uganda | Cronologia completa delle presenze e delle reti in nazionale ― Uganda | Cronologia completa delle presenze e delle reti in nazionale ― Uganda |
| Data                                                                  | Città                                                                 | In casa                                                               | Risultato                                                             | Ospiti                                                                | Competizione                                                          | Reti                                                                  | Note                                                                  |
| --------------------------------------------------------------------- | --------------------------------------------------------------------- | --------------------------------------------------------------------- | --------------------------------------------------------------------- | --------------------------------------------------------------------- | --------------------------------------------------------------------- | --------------------------------------------------------------------- | --------------------------------------------------------------------- |
| 25-03-2015                                                            | Uyo                                                                   | Nigeria                                                               | 0 – 1                                                                 | Uganda                                                                | Amichevole                                                            | -                                                                     | 58’                                                                   |
| 19-01-2016                                                            | Gisenyi                                                               | Mali                                                                  | 2 – 2                                                                 | Uganda                                                                | Campionato delle Nazioni Africane                                     | -                                                                     |                                                                       |
| 23-01-2016                                                            | Gisenyi                                                               | Uganda                                                                | 0 – 1                                                                 | Zambia                                                                | Campionato delle Nazioni Africane                                     | -                                                                     |                                                                       |
| 27-01-2016                                                            | Kigali                                                                | Uganda                                                                | 1 – 1                                                                 | Zimbabwe                                                              | Campionato delle Nazioni Africane                                     | -                                                                     |                                                                       |
| Totale                                                                |                                                                       | Presenze                                                              | 4                                                                     |                                                                       | Reti                                                                  | 0                                                                     |                                                                       |

## Palmarès

### Club

#### Competizioni nazionali
- Campionato ugandese: 1

Vipers: 2014-2015
- Coppa d'Uganda: 1

Vipers: 2015-2016
- Coppa di Kenya: 1

Leopards: 2017